# فردوسی رومی
الیاس بن خضر مشهور به فردوسی رومی، اوزون فردوسی، فردوسی طویل (۱۴۵۳ - ؟) شاعر و نویسندۀ عثمانی بود که به‌دلیل نگارش سلیمان‌نامه مشهور است. برخی از منابع نام اصلی وی را «شرف‌الدین موسی»، «شرف‌الدین عیسی» یا تنها «الیاس» ذکر کرده‌اند. لقب «اوزون» به دلیل طولانی بودن متن سلیمان‌نامه به وی داده‌شده‌است.
از دیگر آثار وی می‌توان به کتب‌نامه، سلحشورنامه و سانترانچ‌نامه اشاره کرد.
در مورد زندگی وی تنها اطلاعاتی که در دست است نشان‌دهندهٔ زندگی وی در دوران بایزید دوم و سپس سفر از استانبول (و یا بالیکسیر) به ایران و مرگ وی در آنجاست. تاریخ درگذشت وی (پس از ۱۵۰۸ میلادی) مشخص نیست.